# 2068 Dangreen
A 2068 Dangreen (ideiglenes jelöléssel 1948 AD) a Naprendszer kisbolygóövében található aszteroida. Marguerite Laugier fedezte fel 1948. január 8-án.